# Dizionario Geografico Composito dell'Antartide

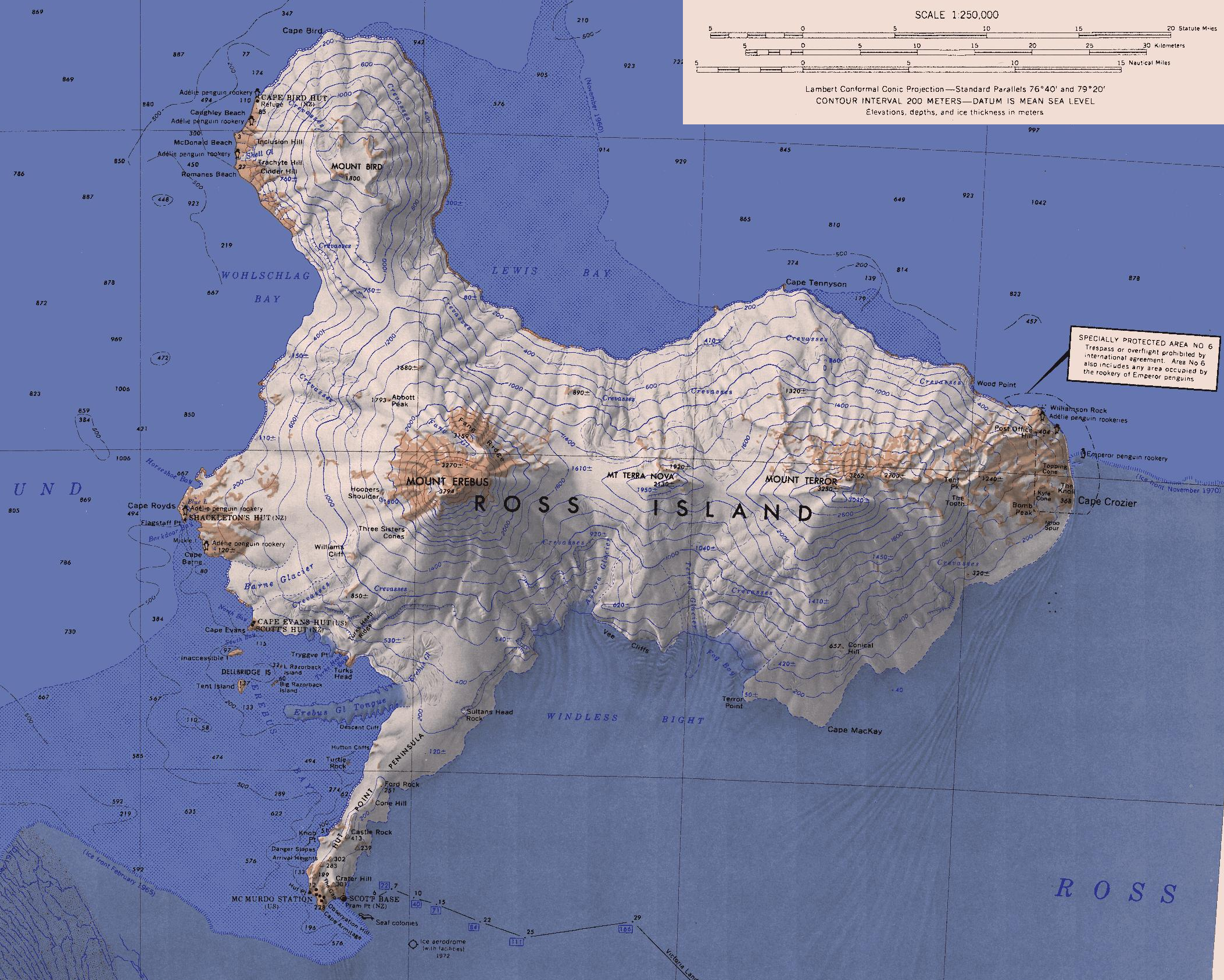
Toponimi dal Dizionario Geografico Composito dell'Antartide su una mappa topografica dell'Isola di Ross.

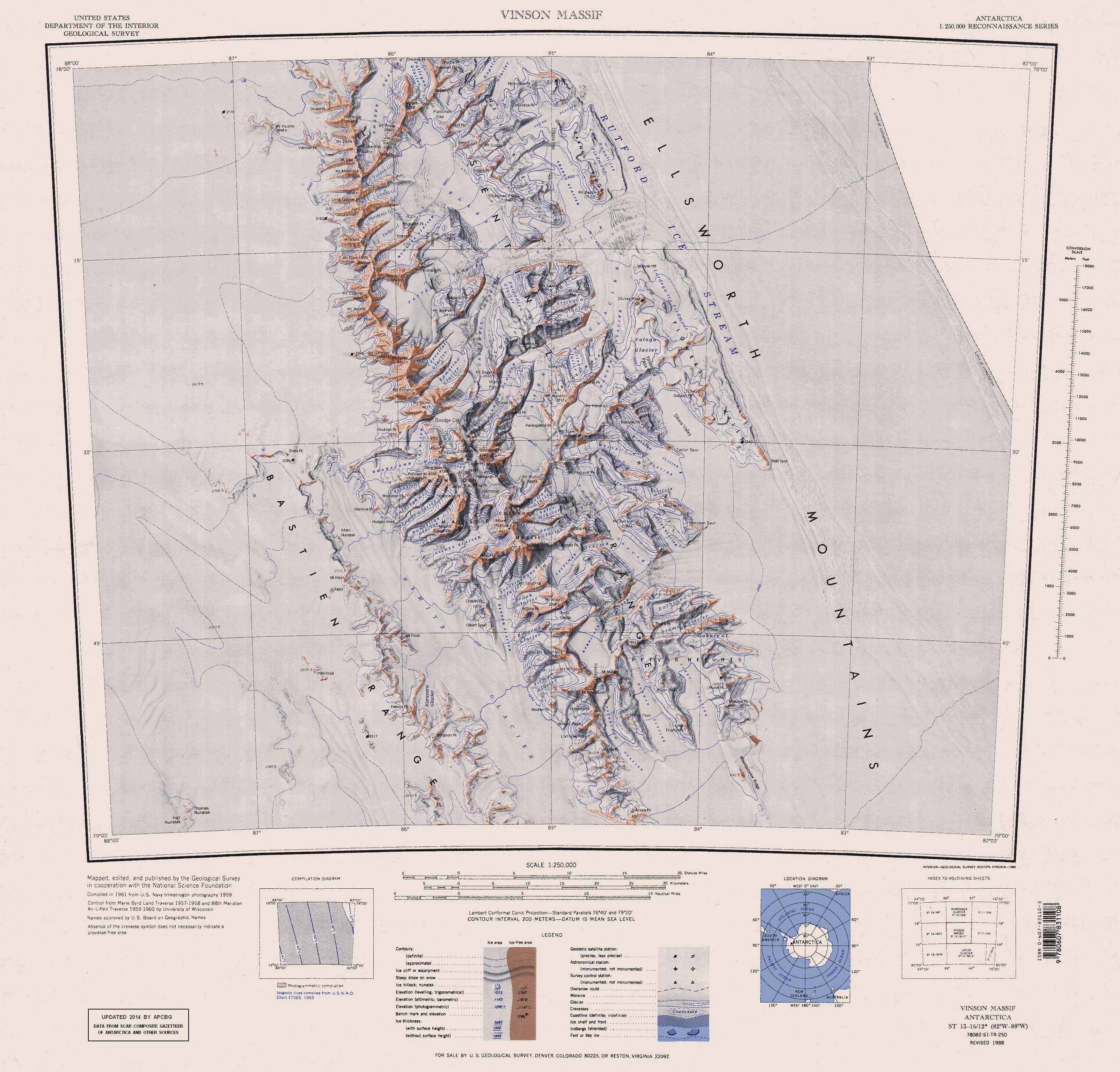
Toponimi dal Dizionario Geografico Composito dell'Antartide su una mappa topografica della catena della Sentinella, una catena montuosa facente parte dei monti Ellsworth.

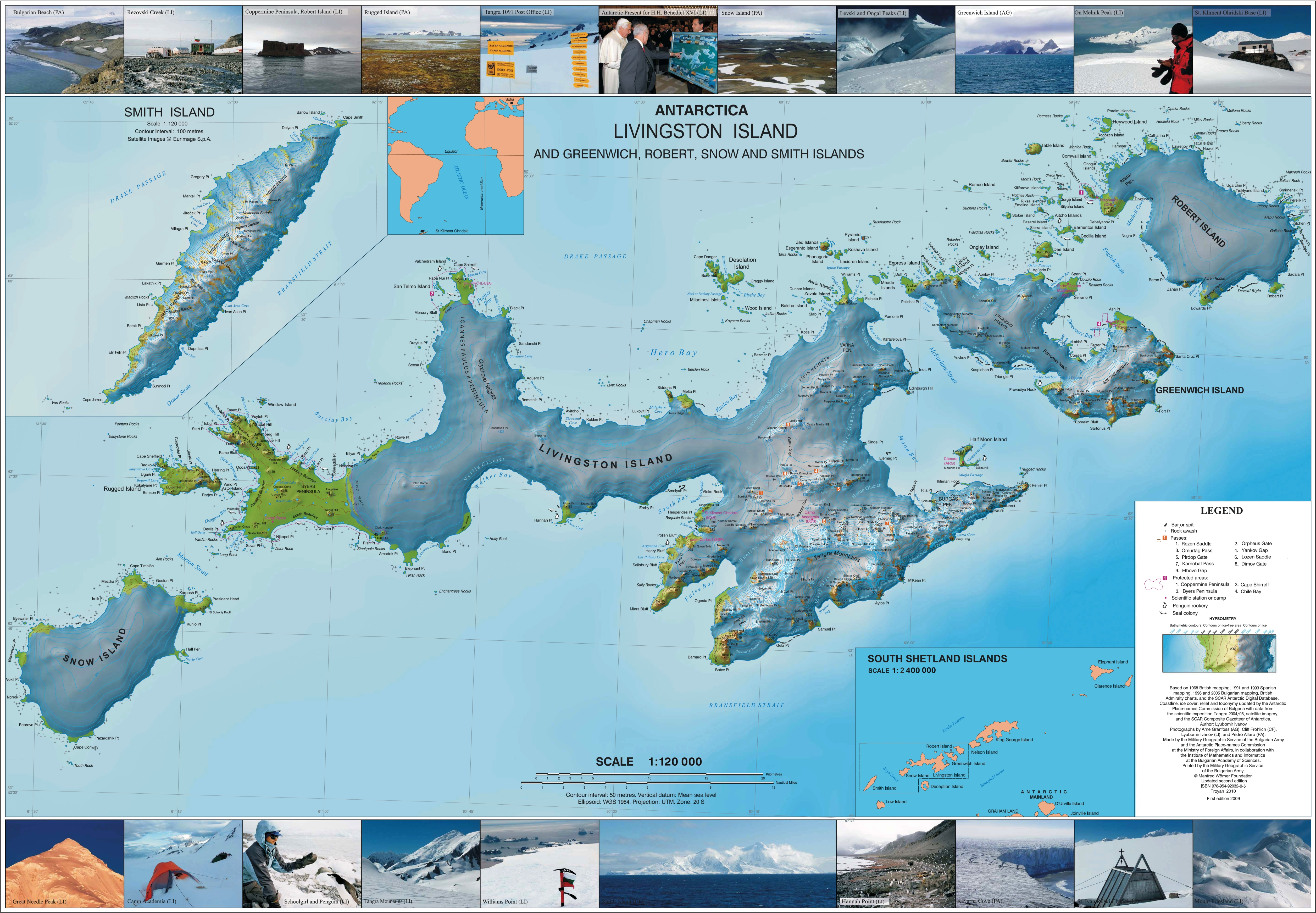
Toponimi di diversa nazionalità dal Dizionario Geografico Composito dell'Antartide su una mappa topografica delle Isole Shetland Meridionali.

Il  Dizionario Geografico Composito dell'Antartide  (CGA dall'inglese Composite Gazetteer of Antarctica) del Comitato Scientifico per la Ricerca in Antartide (SCAR) è l'autorevole dizionario geografico internazionale contenente tutti i toponimi dell'Antartide pubblicati nei vari dizionari geografici nazionali, assieme a informazioni relative a tali toponimi e alle loro caratteristiche geografiche più rilevanti.
Il dizionario include anche alcune parti del dizionario geografico della Carta batimetrica generale degli oceani (GEBCO) (rilasciato sotto gli auspici della Organizzazione idrografica internazionale) per quanto riguarda le caratteristiche geografiche sottomarine situate a sud del 60º parallelo sud.
A novembre 2015, il totale dei nomi geografici contenuti nel CGA ammontava a 37 150 per 19 479 luoghi, circa 500 dei quali indicati con due o più diversi toponimi.
Le fonti dei contributi a questo totale sono:
| Paese                 | Numero di toponimi |
| --------------------- | ------------------ |
| Stati Uniti d'America | 13 192             |
| Regno Unito           | 4 971              |
| Russia                | 4 808              |
| Nuova Zelanda         | 2 597              |
| Argentina             | 2 545              |
| Australia             | 2 443              |
| Cile                  | 1 865              |
| Norvegia              | 1 647              |
| Bulgaria              | 1 304              |
| Germania              | 393                |
| Polonia               | 365                |
| Cina                  | 359                |
| Giappone              | 345                |
| Francia               | 223                |
| GEBCO                 | 182                |
| Belgio                | 117                |
| Italia                | 53                 |
| Spagna                | 35                 |
| Corea del Sud         | 27                 |
| India                 | 21                 |
| Ecuador               | 9                  |
| Uruguay               | 5                  |
| Sudafrica             | 2                  |
| Canada                | 2                  |

## Autorità nazionali per i nomi geografici antartici
Paese / Autorità nazionale:
Argentina: Instituto Geográfico Militar Sección Toponimia del Servicio de Hidrografía Naval de la Armada Argentina and Instituto Antártico Argentino

Australia: Comitato australiano per i toponimi e le medaglie antartici

Bulgaria: Commissione bulgara per i toponimi antartici

Canada: Geographical Names Board of Canada

Cile: Instituto Hidrográfíco y Oceanográfico de la Armada de Chile (SHOA) and Instituto Geográfico Militar (IGM)

Cina: Chinese Place-names Committee

Francia: Commissione per i toponimi del Territorio Antartico Francese, Istituto Geografico Nazionale

Germania: Ständiger Ausschuß für Geographische Namen

Italia: Comitato per i nomi geografici antartici

Giappone: Comitato giapponese per i toponimi antartici

Nuova Zelanda: Comitato neozelandese per i toponimi antartici

Norvegia: Comitato norvegese per i toponimi antartici, Norsk Polarinstitutt

Polonia: Comitato per la ricerca polare dell'Accademia polacca delle scienze

Regno Unito: Comitato britannico per i toponimi antartici

Russia: Russian Interministerial Commission on Geographical Names

Stati Uniti d'America: Comitato consultivo dei nomi antartici

Uruguay: Instituto Antártico Uruguayo

GEBCO: GEBCO Sub-Committee on Undersea Feature Names